# Royal Society of Victoria

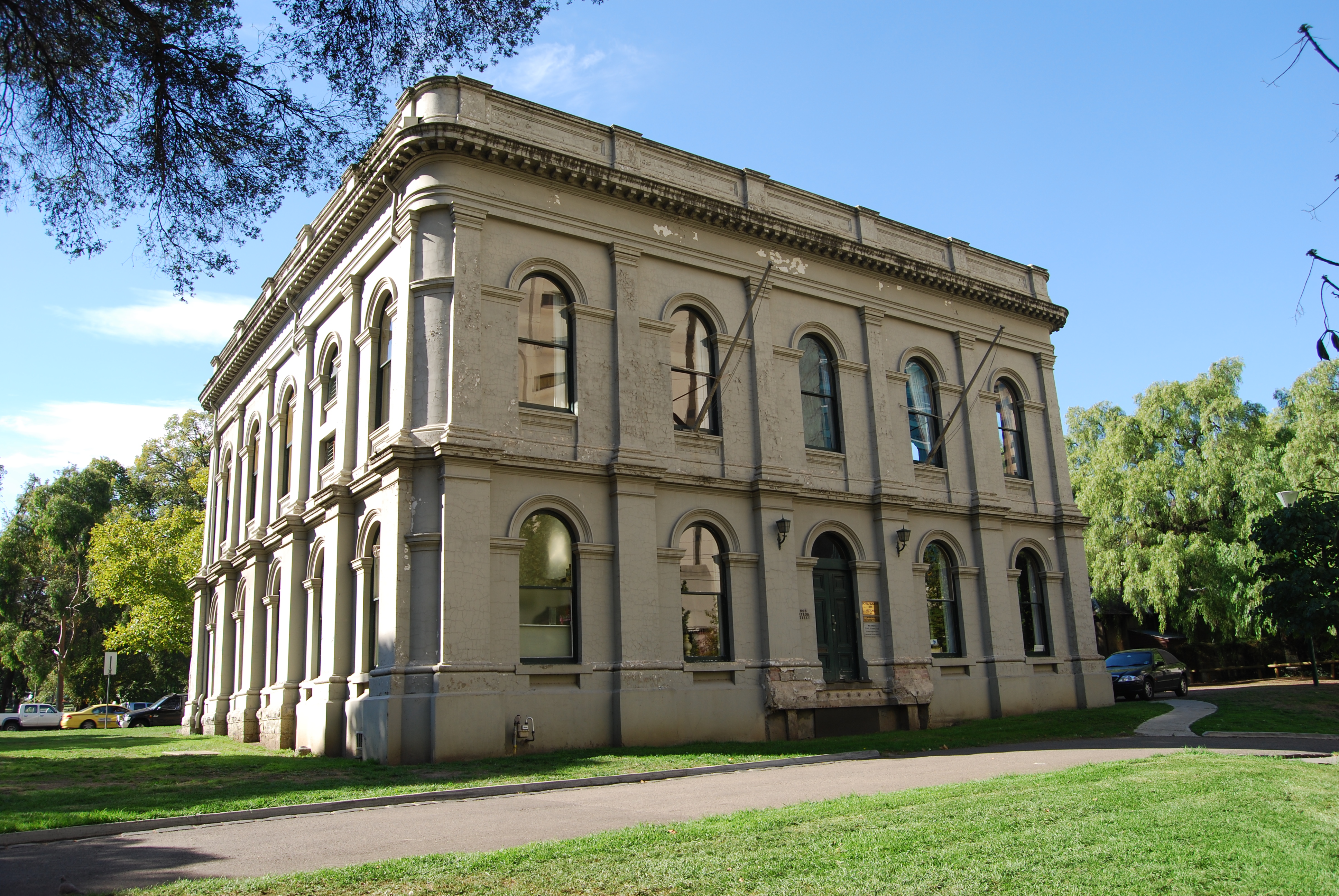
Siège de la Royal Society of Victoria (œuvre de Joseph Reed).

La Royal Society of Victoria est une société savante d'Australie basée à Melbourne, dans l'État de Victoria.
Fondée en 1859 à partir de la fusion d'autres organisations, elle est la société savante la plus ancienne de l'État de Victoria.
Elle est notamment à l'origine de l'expédition de Burke et Wills (1860-1861).

## Fondation
Deux organismes à but et à recrutement similaires ont été fondés dans l'État de Victoria en 1854, la Philosophical Society of Victoria (fondée le 15 juin, avec comme président Andrew Clarke, arpenteur-général de l'État) et le Victorian Institute for the Advancement of Science (fondé le 12 août, avec comme président Redmond Barry (en), chancelier de la toute nouvelle Université de Melbourne),. Les deux ont fusionné en juillet 1855 pour former le Philosophical Institute of Victoria (en), avec Clarke comme président. Cet organisme a reçu une charte royale en 1859 et a donc été renommé   Royal Society of Victoria (RSV), avec comme président le botaniste Ferdinand von Mueller. En 1860, la RSV a organisé la désastreuse expédition de Burke et Wills sous la présidence d'Henry Barkly, gouverneur de l'État.